# انگور هیمرود
انگور هیمرود (به انگلیسی: Himrod) یک انگور رومیزی سفید است که در سال ۱۹۵۲ توسط ایستگاه آزمایش کشاورزی نیویورک در ژنوا نیویورک عرضه شد. هیمرود انگور بی‌دانه است و برای سریع رسیدن و طعم شیرین آن مشهور است. این انگور یک گونه مولد و قابل مصرف در نظر گرفته می‌شود. هیمرود از پیوند انگور انتاریو و سلطانی ایجاد شده‌است، علاوه بر این انگور سه رقم دیگر به نام اینترلاکن، رومولوس و لیکمانت نیز ایجاد شدند. همه این انگورها به نام شهرهای منطقه دریاچه انگشت، نزدیک ژنوا، نام‌گذاری شدند. این انگورها همه از یک نوع پیوند ایجاد شده‌اند اما تفاوت‌هایی با هم دارند.